# Thigh gap

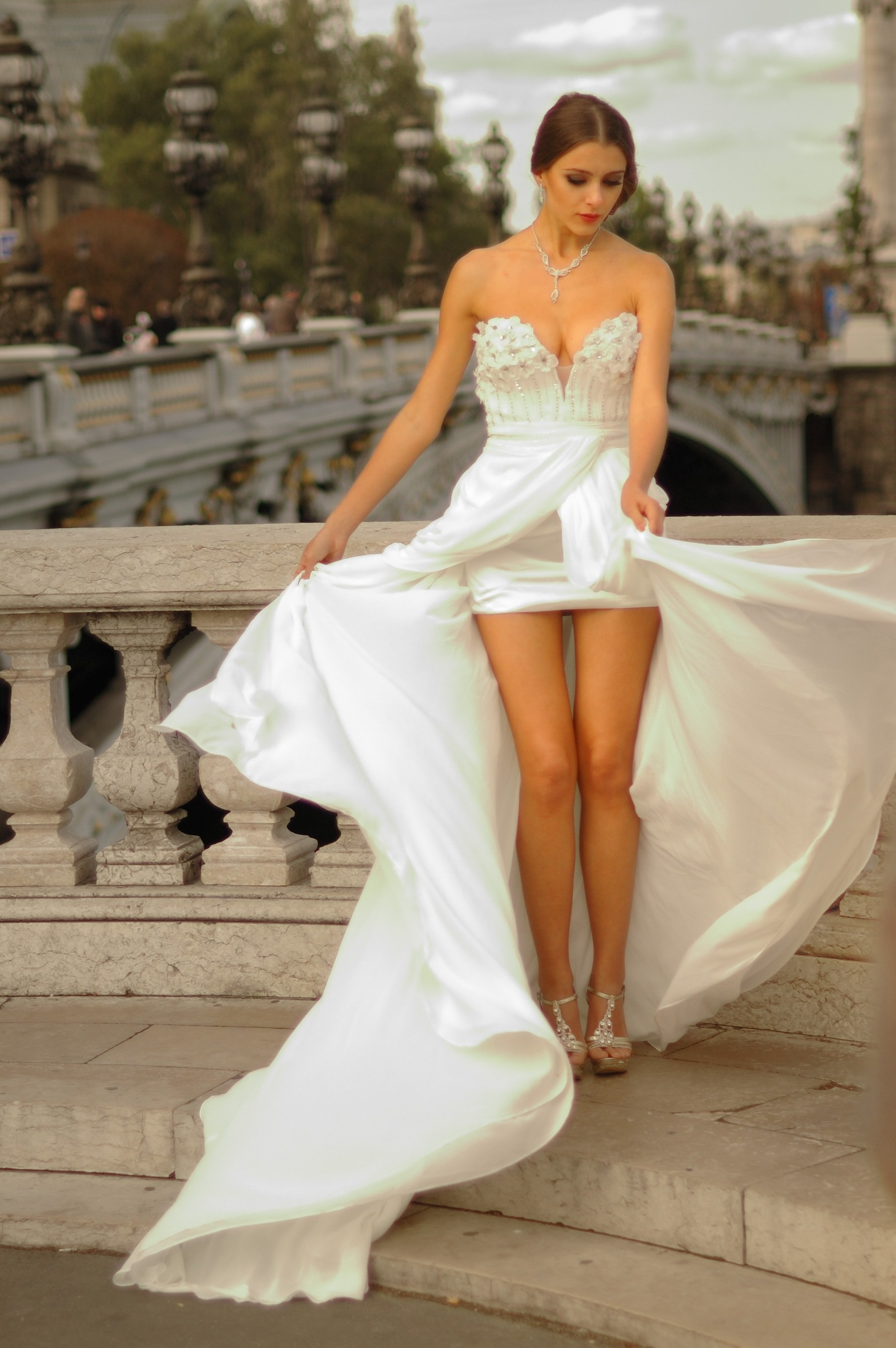
En kvinnlig fotomodell i Paris med tydligt lårgap. Notera att modellen står med raka knän och fötterna ihop.

Trenden och skönhetsfenomenet thigh gap (engelskt uttal: [θaɪ ɡæp]; ungefär lårgap på svenska) är spalten mellan lårens insida som kan synas när en person står med raka knän och fötterna ihop.
Med början runt 2013 växte lårgapet fram som en aspekt av fysisk attraktivitet i västvärlden och förknippades med sprödhet och kvinnlighet, även om det också av män kunde ses som ett önskvärt tecken på god kondition och fysisk styrka. I Sverige blev det till en skönhetstrend mellan 2013 och 2014 för unga tonårstjejer men trenden varade bara i några år. Istället har det på senare år uppkommit en trend för att motverka lårgapet. Många kvinnor har haft svårt att få ett lårgap vilket har lett till att vissa tar till extrema medel som exempelvis svältdiet eller operation för att kunna få ett. Trenden har också kritiserats som fysiskt onaturligt och ett ouppnåeligt kroppsideal som orsakar ätstörningar.

## Trendens ursprung
Idén om lårgapet fick omfattande medietäckning i december 2012 efter Victoria's Secret Fashion Show som innehöll flera modeller med tunna lår. Bilder av lårgap har visats i pro-ana-bloggar och över många sociala nätverk.
2013 publicerade författaren Camille Hugh sin bok The Thigh Gap Hack, och i juni samma år intervjuades hon om boken på The Dr. Oz Show. Boken kritiserades av Lisa Delaney från Spryliving.com, som sade att boken "matar flickors och kvinnors tvångstankar med sina kroppar, främjar tunnhet på bekostnad av hälsosamhet och främjar oprövade metoder för vikt- och fettförlust."

## Motreaktion
En motreaktion utvecklades snabbt över de potentiella negativa konsekvenserna av trenden. Föräldraexperter och rådgivare bildade rörelser mot trenden. Många läkare och förespråkare har också kommenterat kritiskt om ämnet, och den amerikanska organisationen National Eating Disorders Association har till och med startat en hemsida för att främja en mer hälsosam kroppsbild och attityder till mat och vikt.